# Chris Margaard
Chris Margaard (født 16. September 1971 i Odense) er en tidligere dansk professionel fodboldspiller. Han spillede centerforsvar i den danske klub OB. Med blandt andet holdkammerater som, Thomas Helveg, Steen Nedergaard og Lars Høgh. Men superliga kampe er ikke det eneste Chris fik prøvede. Han nåede også at spille en del kampe for Danmarks U/18 fodbold-landshold, et par UEFA Europa League og UEFA Champions League kampe.
Chris var med i de 2 Champions League opgør imod Real Madrid i 1991, hvor han blandt andet stod ansigt til ansigt med Emilio Butragueño, Gheorghe Hagi og Hugo Sánchez. Chris udløste et straffespark på Emilio, hvilket kostede et mål. Han har tidligere spillet imod Thierry Henry, som spillede i AC Monaco, og Chris Margaard spillede for SC Bastia. 